# فيرجن موبايل السعودية
فيرجن موبايل السعودية (بالإنجليزية: Virgin Mobile)‏ هو موفر خدمة شبكات الاتصالات المتنقلة الافتراضية (MVNO)، الذي حصل على ترخيص التشغيل في المملكة العربية السعودية في عام 2014.
وبدأت في تشغيل خدماتها في المملكة العربية السعودية عام 2014 ومقرها الرئيسي.
الشركة التي تمتلك فيرجن موبايل السعودية تسمى اتحاد فيرجن موبايل السعودية - وهي شركة سعودية تجمع بين المساهمين المحليين والإقليميين والعالميين والخبراء في مجال الاتصالات المتنقلة. يقع مقر الشركة في الرياض  ولها منافذ في جميع أنحاء المملكة ويقع مركز رعاية الأعضاء في.

## تاريخ
حصلت شركة فيرجن موبايل السعودية على ترخيص من هيئة الاتصالات وتقنية المعلومات للعمل كمشغل شبكة جوال افتراضية في أبريل 2014.
تم تأسيس شركة اتحاد فيرجن موبايل السعودية ذ.م.م رسميا في يونيو 2014، بعد فترة وجيزة حصلت فيرجن موبايل على ترخيص من هيئة الاتصالات وتقنية المعلومات.
تعتبر الشركة جزءا من فيرجن موبايل الشرق الأوسط وأفريقيا.

## الشبكة
تستخدم شركة فيرجن موبايل شبكة الاتصالات السعودية لجميع خدماتها في السعودية.
وتعمل هذه الشبكة على الترددات التالية:
1. 3G 2100 ميقاهرتز
2. 4G LTE1800/2300 ميقاهرتز

## المنتجات
فيرجن موبايل السعودية تركز على «الإنصاف والبساطة» في عروضها.
وتشمل منتجات فيرجن موبايل:
1. خدمة حجز الأرقام.
2. باقات الجوال مسبقة الدفع
3. باقات الجوال المفوترة

فيرجين موبايل تبيع منتجاتها في جميع أنحاء المملكة العربية السعودية.

## وصلات خارجية
- الموقع الرسمي
- arabian business
- صحيفة الشرق الأوسط